# Bras-sur-Meuse
Bras-sur-Meuse é uma comuna francesa na região administrativa de Grande Leste, no departamento de Meuse. Estende-se por uma área de 13,69 km². Em 2010 a comuna tinha 744 habitantes (densidade: 54,3 hab./km²).